# Manfred Curbach
 (décembre 2018).
Manfred Curbach (né le 28 septembre 1956 à Dortmund) est un ingénieur en génie civil allemand et professeur d’université. Il est une figure de proue dans le développement de « Carbonbeton » (béton renforcé avec fibre de carbone) et « Textilbeton » (béton renforcé avec du textile).

## Biographie
Manfred Curbach a passé le baccalauréat en juin 1976 au lycée Albert-Einstein-Gymnasium à Dortmund. Il a fait ses études en génie civil avec le thème central de la construction  entre 1977 et 1982 à l’Université technique (TU) de Dortmund. En 1980, il devient membre de la « Studienstiftung des deutschen Volkes » (Fondation universitaire du peuple allemand).

Après son diplôme, il poursuit des études en tant qu’élève boursier à l’université de Princeton aux États-Unis dans le groupe de David P. Billington dans les domaines de « La construction des ponts aux États-Unis » et sur l’étude des préceptes de „Robert Maillart“. 
De 1982 à 1988, Manfred Curbach est assistant de recherche de Joef Eibl, d’abord à l’université technique de Dortmund, puis à l’université technique de Karlsruhe, où il effectue une thèse en 1987. En 1988, il travaille comme chef de projet dans le bureau d’ingénieur « Köhler+Seitz », pour lequel il devient associé entre 1994 et 2004.
Depuis 1994, il est professeur de conception en structures métalliques et béton armé (Massivbau) à l’université technique de Dresde, ce qui est sa fonction principale jusqu’à ce jour. Depuis 1997, il est ingénieur de contrôle dans la statique du bâtiment et depuis 2005 associé dans le bureau d’ingénieur « Curbach Bösche Ingenieurpartner » à Dresde. En décembre 2014, il a créé l’entreprise « CarboCon GmbH », qui s’est spécialisée dans la conception, la réalisation, la simulation et la mise en œuvre des structures et ouvrages en béton avec fibres de carbone : «Carbonbeton ». Curbach étant l’un des 3 fondateurs.

## Recherche

### «Textilbeton» (béton renforcé avec du textile)
Manfred Curbach travaille principalement en recherche fondamentale et en recherche appliquée sur les thématiques de « Textilbeton » et « Carbonbeton » tout en œuvrant à la réalisation de projets concrets.
De 1999 à 2011, Curbach était porte-parole de l’unité de recherche éponyme 528 „Textile Bewehrungen zur bautechnischen Verstärkung und Instandsetzung“ (Renforts textiles dans l’ingénierie de la construction).
C’est notamment dans le cadre de ce projet de recherche, que le matériau composite « Textilbeton » a vu le jour, présentant une combinaison de béton hautes performances avec différentes types de fibres hautes performances (telles que des fibres de verre résistantes aux alcalis, ou par la suite des fibres de carbone). Ces projets concrets ont fait l’objet de plusieurs coopérations avec des partenaires industriels. 
Curbach est le chef du consortium d’un projet sur dix qui font partie du « Zwanzig20 » du BMBF et qui sont financés avec un budget de 45 millions d'euros. Le consortium « C³ -  Carbon Concrete Composite » a pour objet l’introduction d’une nouvelle méthode de construction en utilisant du béton armé de fibre de carbone.
L’étude du comportement de béton dans des états de tension multiaxiale et sous grandes vitesses de charge est un autre sujet de ses recherches.

### Études dynamiques d’impacts
Les études de Curbach portent notamment sur la recherche fondamentale du comportement dynamique des structures béton.

Il a créé un centre unique au monde par rapport à la mise en place de ces essais dynamiques et de ces essais d’impacts sur béton. 

### Études sur les états multiaxiaux
Curbach a publié par ailleurs de nombreuses publications présentant des résultats significatifs dans le domaine des états de tension multiaxiale dans les structures béton, surtout en ce qui concerne des bétons hautes performances. Il est aujourd’hui à la tête d’un groupe de recherche dans ce domaine, qui approfondit autant les aspects théoriques que la mise en place de bancs d’essais expérimentaux.

### Études sur la construction de ponts
Par l’organisation et la mise en place d’un colloque annuel à Dresde  sur le thème de la construction des ponts: « Dresdner Brückenbausymposium », Curbach a permis la mise en place d’un formidable espace de rencontres et d’échanges pour les ingénieurs en génie civil. Par la mise en place de ce colloque mais aussi par ses travaux significatifs dans le design, la simulation et la mise en œuvre de grands ouvrages de ponts, il est devenu une référence dans le domaine.

### Études sur l’histoire des constructions en béton
Par ses recherches historiques sur les réalisations et ouvrages en béton aussi bien au niveau national qu’au niveau international, il cherche aussi à promouvoir une sensibilisation de la communauté scientifique et technique en génie civil sur sa propre histoire.

## Affiliation
Depuis 1999, Manfred Curbach est membre du conseil scientifique du journal «Beton- und Stahlbetonbau» (béton et béton armé dans le domaine du génie civil). Depuis 2010, il est directeur de la délégation allemande de la Fédération internationale du béton (FIB) et depuis février 2012, il est membre expert (Fachkollegiat) de la « Deutsche Forschungsgemeinde (DFG) » (Société allemande de recherche). Il est membre du comité et du conseil de la recherche de « Deutscher Ausschuss für Stahlbeton (DAfStb) » (Comité Allemande du béton armé), dont il était le président du comité directoire entre 2004 et 2012.
Entre 2002 et 2008, il était membre du Sénat de la « Deutsche Forschungsgemeinde (DFG) » (Société allemande de recherche) et entre 2003 et 2008, directeur général du « VDI-Gesellschaft Bautechnik » (Association des ingénieurs allemands). Depuis 2011, il travaille pour le conseil scientifique du « Bundesanstalt für Wasserbau (BAW) » (Institut fédéral pour le génie hydraulique), dont il est directeur depuis 2015.
Au niveau de la FIB (fédération internationale du béton) Curbach dirige la délégation allemande. De plus, il est à la tête d’un groupe d’experts sur les thématiques liées au « Textilbeton » (béton renforcé avec du textile) et d’un groupe d’experts sur l’histoire des constructions et ouvrages en béton « Geschichte des Betonbaus ».

## Récompenses
Le 15 novembre 2011, Manfred Curbach a reçu un doctorat honoris causa de l’université de Kaiserslautern. 
Depuis juin 2013, il est membre de la « Nationale Akademie der Wissenschaften Leopoldina » (Académie allemande des sciences Leopoldina). 
En septembre 2014, il a reçu la médaille Wolfgang-Zerna-Ehrenmedaille de l’association des ingénieurs allemands « VDI-Gesellschaft Bauen und Gebäudetechnik ».
En 2016, Curbach a été élu au « Sächsische Akademie der Wissenschaften » (Académie des sciences de Saxe).
En 2016, Curbach a reçu le « Deutscher Zukunftspreis » (Prix allemand de l’avenir, remis par le président allemand) en compagnie de Chokri Cherif (de) et Peter Offermann.
En 2019, il se verra attribué la médaille Carl-Friedrich-Gauß-Medaille.

## Quelques ouvrages
- Donaubrücke Fischerdorf, pont autoroutier (1988)
- Spessartbrücke, pont routier (1989–1990)
- Mainbrücke, pont au-dessus de la rivière Main, Retzbach-Zellingen (1990–1991)
- Neckarbrücken, pont au-dessus de la rivière Neckar (1992–1993)
- Mainbrücke Oberndorf (de), pont au-dessus de la rivière Main
- Saalebrücke Rudolphstein, pont au-dessus du Saale
- Textilbetonbrücken, ponts en béton renforcé avec du textile à Oschatz (2005) et à Kempten (2007)

## Publications
(Sélection)
- Sebastian May, Harald Michler, Frank Schladitz et Manfred Curbach, « Lightweight ceiling system made of carbon reinforced concrete », Wiley,‎ 10 avril 2018 (ISSN 1464-4177, DOI 10.1002/suco.201700224)
- Michael Frenzel et Manfred Curbach, « Shear strength of concrete interfaces with infra-lightweight and foam concrete », Wiley, vol. 19, no 1,‎ 26 octobre 2017, p. 269–283 (ISSN 1464-4177, DOI 10.1002/suco.201700015)
- Josef Hegger, Manfred Curbach, Alexander Stark, Sebastian Wilhelm et Kristina Farwig, « Innovative design concepts: Application of textile reinforced concrete to shell structures », Wiley, vol. 19, no 3,‎ 23 novembre 2017, p. 637–646 (ISSN 1464-4177, DOI 10.1002/suco.201700157)
- Matthias Quast et Manfred Curbach, « Concrete under biaxial dynamic compressive loading », Elsevier BV, vol. 210,‎ 2017, p. 24–31 (ISSN 1877-7058, DOI 10.1016/j.proeng.2017.11.044)
- Angela Schmidt et Manfred Curbach, « Design optimization to increase the (buckling) stability of concrete columns », Wiley, vol. 18, no 5,‎ 23 mars 2017, p. 680–692 (ISSN 1464-4177, DOI 10.1002/suco.201600183)
- Sebastian Wilhelm et Manfred Curbach, « Experimental and nonlinear numerical analysis of underwater housings for the deep sea, made of ultra-high performance concrete », Wiley, vol. 18, no 1,‎ 2017, p. 216–224 (ISSN 1464-4177, DOI 10.1002/suco.201600018)
- Robert Zobel et Manfred Curbach, « Numerical study of reinforced and prestressed concrete components under biaxial tensile stresses », Wiley, vol. 18, no 2,‎ 23 février 2017, p. 356–365 (ISSN 1464-4177, DOI 10.1002/suco.201600077)
- P. Máca, E. Panteki et M. Curbach, « Bond stress-slip behaviour of concrete and steel under high-loading rates », WITPRESS LTD., vol. 4, no 3,‎ 20 juillet 2016, p. 221–230 (ISSN 2046-0546, DOI 10.2495/cmem-v4-n3-221-230)
- Robert Ritter et Manfred Curbach, « Shape of Hypersurface of Concrete under Multiaxial Loading », American Concrete Institute, vol. 113, no 1,‎ 2016 (ISSN 0889-325X, DOI 10.14359/51688182)
- Birgit Beckmann, Kai Schicktanz, Dirk Reischl et Manfred Curbach, « DEM simulation of concrete fracture and crack evolution », Wiley, vol. 13, no 4,‎ 2012, p. 213–220 (ISSN 1464-4177, DOI 10.1002/suco.201100036)

Publications de la Commission allemande pour le béton armé
- Manfred Curbach, Silke Scheerer, Kerstin Speck, Torsten Hampel: « Experimentelle Analyse des Tragverhaltens von Hochleistungsbeton unter mehraxialer Beanspruchung ». Heft 578, 2011.
- Manfred Curbach, Kerstin Speck: « Konzentrierte Lasteinleitung in dünnwandige Bauteile aus textilbewehrtem Beton ». Heft 571, 2008.
- Manfred Curbach, Kerstin Speck: « Mehraxiale Festigkeit von duktilem Hochleistungsbeton ». Heft 524, 2002.
- Manfred Curbach u. a.: « Sachstandsbericht zum Einsatz von Textilien im Massivbau ». Heft 488, 1998.
- Manfred Curbach, Thomas Bösche: « Verwendung von Bitumen als Gleitschicht im Massivbau ». Heft 485.